# FIDE Women’s Grand Prix 2011–12
A FIDE Women’s Grand Prix 2011–12 egy kiemelt erősségű sakkversenysorozat nők számára a Nemzetközi Sakkszövetség (FIDE) szervezésében, amely hat versenyből állt. A versenysorozat a 2013-as női sakkvilágbajnokság kvalifikációs versenysorozatának egyik eleme, amelynek győztese megmérkőzhetett a regnáló világbajnokkal a világbajnoki címért. A győzelmet a kínai Hou Ji-fan szerezte meg, és így ő szerezte meg a jogot, hogy megmérkőzzön a világbajnoki címért a 2012-es női sakkvilágbajnokkal, az ukrán Anna Usenyinával.

## A versenysorozat
A versenysorozat hat versenyből állt, amelyek közül minden résztvevőnek négy versenyen kellett elindulnia. A versenysorozatra 18 versenyző kapott meghívást, közülük minden versenyen 12-en játszottak. A versenyek körmérkőzéses formában zajlottak.

### A versenyek helyszíne és időpontja
A versenyek helyszíne és időpontja a következő volt:
- 2011. augusztus 1–15. Rosztov, Oroszország
- 2011. szeptember 6–20. Sencsen, Kína
- 2011. október 8–23. Nalcsik, Oroszország
- 2012. június 10–21. Kazany, Oroszország
- 2012. július 16–30. Dzsermuk, Örményország
- 2012. szeptember 16–28. Ankara, Törökország.

### Az eredmények pontozása és a díjazás
A versenyeken elért helyezésekért előre meghatározott pontszám járt, és ezek összesített eredménye alapján hirdették ki a győztest és a helyezetteket. Holtverseny esetén a helyezéseknek megfelelő pontokat, illetve díjakat összeadták, és elosztották a holtversenyben végzettek számával. A négy versenyeredmény közül a legjobb hármat vették figyelembe. A versenysorozat végeredményét ennek figyelembe vételével a versenyeken összesen szerzett pontok adták. A versenysorozat végén az összesített eredmény alapján az első kilenc helyezett még külön díjazásban részesült.
| H. | Versenydíj euró | Végeredmény díj euró | Grand Prix pontok |
| -- | --------------- | -------------------- | ----------------- |
| 1  | 6 500           | 15 000               | 160               |
| 2  | 4 750           | 10 000               | 130               |
| 3  | 4 000           | 8 000                | 110               |
| 4  | 3 750           | 7 000                | 90                |
| 5  | 3 500           | 6 000                | 80                |
| 6  | 3 250           | 5 000                | 70                |
| 7  | 3 000           | 4 000                | 60                |
| 8  | 2 750           | 3 000                | 50                |
| 9  | 2 500           | 2 000                | 40                |
| 10 | 2 250           | –                    | 30                |
| 11 | 2 000           | –                    | 20                |
| 12 | 1 750           | –                    | 10                |

## A résztvevők

### A kvalifikációt szerzett versenyzők
A Nemzetközi Sakkszövetség (FIDE) 2011. júliusban nyilvánosságra hozta azoknak a versenyzőknek a névsorát, akik kvalifikációt szereztek a Grand Prix versenysorozatára.
| Versenyző                 | Ország                  | Kvalifikáció                                                   |
| ------------------------- | ----------------------- | -------------------------------------------------------------- |
| Hou Ji-fan                | Kína                    | 2010-es női sakkvilágbajnokság eredményei alapján              |
| Zsuan Lu-fej              | Kína                    | 2010-es női sakkvilágbajnokság eredményei alapján              |
| Kónéru Hanpi              | India                   | 2010-es női sakkvilágbajnokság eredményei alapján              |
| Csao Hszüe                | Kína                    | 2010-es női sakkvilágbajnokság eredményei alapján              |
| Polgár Judit              | Magyarország            | Élő-pontszám alapján (2010. július–2011. január közötti átlag) |
| Tatyjana Koszinceva       | Oroszország             | Élő-pontszám alapján (2010. július–2011. január közötti átlag) |
| Antoaneta Sztefanova      | Bulgária                | Élő-pontszám alapján (2010. július–2011. január közötti átlag) |
| Nagyezsda Koszinceva      | Oroszország             | Élő-pontszám alapján (2010. július–2011. január közötti átlag) |
| Anna Muzicsuk             | Szlovénia               | Élő-pontszám alapján (2010. július–2011. január közötti átlag) |
| Katyerina Lahno           | Ukrajna                 | Élő-pontszám alapján (2010. július–2011. január közötti átlag) |
| Csu Csen                  | Katar                   | A FIDE-elnök szabadkártyájával                                 |
| Batkhuyagiin Möngöntuul   | Mongólia                | A FIDE-elnök szabadkártyájával                                 |
| Jekatyerina Kovalevszkaja | Oroszország (Rosztov)   | A rendező városok szabadkártyásai                              |
| Csü Ven-csün              | Kína (Sencsen)          | A rendező városok szabadkártyásai                              |
| Alekszandra Kosztyenyuk   | Oroszország (Nalcsik)   | A rendező városok szabadkártyásai                              |
| Alisza Galljamova         | Oroszország (Kazany)    | A rendező városok szabadkártyásai                              |
| Elina Danielian           | Örményország (Dzsermuk) | A rendező városok szabadkártyásai                              |
| Betul Cemre Yildiz        | Törökország (Isztambul) | A rendező városok szabadkártyásai                              |

A kvalifikációt szerzett versenyzők közül Polgár Judit deklaráltan soha nem indult a női sakkvilágbajnoki címért, így ezen a versenyen sem. Helyette a kvalifikációt nem szerzett legmagasabb Élő-pontszámmal rendelkező versenyző a litván Viktorija Čmilytė indulhatott. A második versenyen Alisza Galljamova helyett a kínai Tan Csung-ji játszott.

## A versenyek eredményei

### Rosztov, 2011. augusztus
| H. | Versenyző                 | Ország       | Élő-p. | 1 | 2 | 3 | 4 | 5 | 6 | 7 | 8 | 9 | 10 | 11 | 12 | Össz | SB    |
| -- | ------------------------- | ------------ | ------ | - | - | - | - | - | - | - | - | - | -- | -- | -- | ---- | ----- |
| 1  | Hou Ji-fan                | Kína         | 2575   | – | 0 | 1 | ½ | ½ | 1 | 1 | ½ | 1 | ½  | 1  | 1  | 8    |       |
| 2  | Katyerina Lahno           | Ukrajna      | 2536   | 1 | – | 0 | ½ | 1 | ½ | 1 | 1 | 1 | 0  | ½  | ½  | 7    |       |
| 3  | Anna Muzicsuk             | Szlovénia    | 2538   | 0 | 1 | – | ½ | ½ | ½ | 1 | ½ | ½ | 1  | ½  | ½  | 6½   | 34.25 |
| 4  | Tatyjana Koszinceva       | Oroszország  | 2557   | ½ | ½ | ½ | – | ½ | ½ | 0 | 1 | ½ | 1  | 1  | ½  | 6½   | 33.50 |
| 5  | Nagyezsda Koszinceva      | Oroszország  | 2560   | ½ | 0 | ½ | ½ | – | ½ | ½ | ½ | ½ | ½  | 1  | 1  | 6    |       |
| 6  | Kónéru Hanpi              | India        | 2614   | 0 | ½ | ½ | ½ | ½ | – | ½ | ½ | ½ | 1  | 0  | 1  | 5½   | 28.25 |
| 7  | Alisza Galljamova         | Oroszország  | 2492   | 0 | 0 | 0 | 1 | ½ | ½ | – | 1 | 0 | 1  | 1  | ½  | 5½   | 26.75 |
| 8  | Antoaneta Sztefanova      | Bulgária     | 2524   | ½ | 0 | ½ | 0 | ½ | ½ | 0 | – | 1 | ½  | 1  | ½  | 5    | 25.25 |
| 9  | Elina Danielian           | Örményország | 2521   | 0 | 0 | ½ | ½ | ½ | ½ | 1 | 0 | – | 0  | 1  | 1  | 5    | 24.25 |
| 10 | Zsuan Lu-fej              | Kína         | 2479   | ½ | 1 | 0 | 0 | ½ | 0 | 0 | ½ | 1 | –  | ½  | ½  | 4½   |       |
| 11 | Jekatyerina Kovalevszkaja | Oroszország  | 2427   | 0 | ½ | ½ | 0 | 0 | 1 | 0 | 0 | 0 | ½  | –  | 1  | 3½   |       |
| 12 | Alekszandra Kosztyenyuk   | Oroszország  | 2497   | 0 | ½ | ½ | ½ | 0 | 0 | ½ | ½ | 0 | ½  | 0  | –  | 3    |       |

### Sencsen, 2011. szeptember
| H. | Versenyző                 | Ország       | Élő-p. | 1 | 2 | 3 | 4 | 5 | 6 | 7 | 8 | 9 | 10 | 11 | 12 | Össz | SB    |
| -- | ------------------------- | ------------ | ------ | - | - | - | - | - | - | - | - | - | -- | -- | -- | ---- | ----- |
| 1  | Hou Ji-fan                | Kína         | 2578   | – | ½ | ½ | 1 | ½ | 1 | 1 | ½ | ½ | 1  | 1  | ½  | 8    |       |
| 2  | Anna Muzicsuk             | Szlovénia    | 2545   | ½ | – | ½ | ½ | ½ | ½ | ½ | 1 | ½ | 1  | ½  | 1  | 7    |       |
| 3  | Csü Ven-csün              | Kína         | 2536   | ½ | ½ | – | ½ | 1 | ½ | ½ | 0 | 1 | ½  | ½  | 1  | 6½   | 33.75 |
| 4  | Tan Csung-ji              | Kína         | 2429   | 0 | ½ | ½ | – | ½ | ½ | ½ | ½ | ½ | 1  | 1  | 1  | 6½   | 31.25 |
| 5  | Csao Hszüe                | Kína         | 2497   | ½ | ½ | 0 | ½ | – | 1 | 1 | 0 | ½ | ½  | ½  | 1  | 6    | 31.25 |
| 6  | Zsuan Lu-fej              | Kína         | 2477   | 0 | ½ | ½ | ½ | 0 | – | ½ | 1 | ½ | ½  | 1  | 1  | 6    | 28.75 |
| 7  | Batkhuyagiin Möngöntuul   | Mongólia     | 2465   | 0 | ½ | ½ | ½ | 0 | ½ | – | 0 | 1 | 1  | ½  | 1  | 5½   |       |
| 8  | Elina Danielian           | Örményország | 2517   | ½ | 0 | 1 | ½ | 1 | 0 | 1 | – | 0 | 0  | ½  | ½  | 5    |       |
| 9  | Csu Csen                  | Katar        | 2490   | ½ | ½ | 0 | ½ | ½ | ½ | 0 | 1 | – | 0  | ½  | ½  | 4½   | 25.00 |
| 10 | Viktorija Čmilytė         | Litvánia     | 2525   | 0 | 0 | ½ | 0 | ½ | ½ | 0 | 1 | 1 | –  | ½  | ½  | 4½   | 22.00 |
| 11 | Jekatyerina Kovalevszkaja | Oroszország  | 2421   | 0 | ½ | ½ | 0 | ½ | 0 | ½ | ½ | ½ | ½  | –  | ½  | 4    |       |
| 12 | Betul Cemre Yildiz        | Törökország  | 2308   | ½ | 0 | 0 | 0 | 0 | 0 | 0 | ½ | ½ | ½  | ½  | –  | 2½   |       |

### Nalcsik, 2011. október
| H. | Versenyző                 | Ország      | Élő-p. | 1 | 2 | 3 | 4 | 5 | 6 | 7 | 8 | 9 | 10 | 11 | 12 | Össz | SB    |
| -- | ------------------------- | ----------- | ------ | - | - | - | - | - | - | - | - | - | -- | -- | -- | ---- | ----- |
| 1  | Csao Hszüe                | Kína        | 2497   | – | 0 | ½ | 1 | 1 | 1 | 1 | 1 | 1 | 1  | 1  | 1  | 9½   |       |
| 2  | Csü Ven-csün              | Kína        | 2536   | 1 | – | ½ | ½ | ½ | 1 | ½ | 1 | 1 | ½  | 0  | ½  | 7    |       |
| 3  | Jekatyerina Kovalevszkaja | Oroszország | 2421   | ½ | ½ | – | 1 | ½ | ½ | ½ | 1 | ½ | ½  | ½  | 0  | 6    | 33.75 |
| 4  | Viktorija Čmilytė         | Litvánia    | 2525   | 0 | ½ | 0 | – | 1 | ½ | 1 | ½ | ½ | ½  | ½  | 1  | 6    | 29.25 |
| 5  | Katyerina Lahno           | Ukrajna     | 2554   | 0 | ½ | ½ | 0 | – | ½ | ½ | ½ | 1 | ½  | ½  | 1  | 5½   |       |
| 6  | Csu Csen                  | Katar       | 2490   | 0 | 0 | ½ | ½ | ½ | – | ½ | ½ | 1 | ½  | 1  | 0  | 5    | 25.00 |
| 7  | Tatyjana Koszinceva       | Oroszország | 2536   | 0 | ½ | ½ | 0 | ½ | ½ | – | ½ | ½ | ½  | ½  | 1  | 5    | 24.50 |
| 8  | Nagyezsda Koszinceva      | Oroszország | 2560   | 0 | 0 | 0 | ½ | ½ | ½ | ½ | – | ½ | ½  | 1  | 1  | 5    | 23.00 |
| 9  | Antoaneta Sztefanova      | Bulgária    | 2528   | 0 | 0 | ½ | ½ | 0 | 0 | ½ | ½ | – | 1  | 1  | 1  | 5    | 23.00 |
| 10 | Alisza Galljamova         | Oroszország | 2498   | 0 | ½ | ½ | ½ | ½ | ½ | ½ | ½ | 0 | –  | 1  | 0  | 4½   |       |
| 11 | Batkhuyagiin Möngöntuul   | Mongólia    | 2465   | 0 | 1 | ½ | ½ | ½ | 0 | ½ | 0 | 0 | 0  | –  | 1  | 4    |       |
| 12 | Alekszandra Kosztyenyuk   | Oroszország | 2469   | 0 | ½ | 1 | 0 | 0 | 1 | 0 | 0 | 0 | 1  | 0  | –  | 3½   |       |

### Kazany, 2012. június
| H. | Versenyző               | Ország       | Élő-p. | 1 | 2 | 3 | 4 | 5 | 6 | 7 | 8 | 9 | 10 | 11 | 12 | Össz | SB    |
| -- | ----------------------- | ------------ | ------ | - | - | - | - | - | - | - | - | - | -- | -- | -- | ---- | ----- |
| 1  | Kónéru Hanpi            | India        | 2589   | – | ½ | ½ | ½ | ½ | ½ | ½ | 1 | 1 | ½  | 1  | 1  | 7½   | 36.75 |
| 2  | Anna Muzicsuk           | Szlovénia    | 2598   | ½ | – | ½ | ½ | ½ | ½ | ½ | ½ | 1 | 1  | 1  | 1  | 7½   | 36.50 |
| 3  | Viktorija Čmilytė       | Litvánia     | 2508   | ½ | ½ | – | 1 | 0 | ½ | ½ | ½ | ½ | 1  | 1  | 1  | 7    | 35.00 |
| 4  | Hou Ji-fan              | Kína         | 2623   | ½ | ½ | 0 | – | 1 | 1 | 1 | ½ | 1 | ½  | 1  | 0  | 7    | 37.25 |
| 5  | Alekszandra Kosztyenyuk | Oroszország  | 2457   | ½ | ½ | 1 | 0 | – | 1 | ½ | 0 | ½ | 0  | 1  | 1  | 6    | 31.00 |
| 6  | Elina Danielian         | Örményország | 2484   | ½ | ½ | ½ | 0 | 0 | – | 1 | 1 | ½ | 1  | 0  | 1  | 6    | 30.75 |
| 7  | Tatyjana Koszinceva     | Oroszország  | 2532   | ½ | ½ | ½ | 0 | ½ | 0 | – | 1 | ½ | ½  | ½  | 1  | 5½   |       |
| 8  | Katyerina Lahno         | Ukrajna      | 2546   | 0 | ½ | ½ | ½ | 1 | 0 | 0 | – | ½ | ½  | 1  | ½  | 5    |       |
| 9  | Antoaneta Sztefanova    | Bulgária     | 2518   | 0 | 0 | ½ | 0 | ½ | ½ | ½ | ½ | – | 1  | ½  | ½  | 4½   | 22    |
| 10 | Nagyezsda Koszinceva    | Oroszország  | 2528   | ½ | 0 | 0 | ½ | 1 | 0 | ½ | ½ | 0 | –  | 1  | ½  | 4½   | 22.75 |
| 11 | Alisza Galljamova       | Oroszország  | 2484   | 0 | 0 | 0 | 0 | 0 | 1 | ½ | 0 | ½ | 0  | –  | 1  | 3    |       |
| 12 | Betul Cemre Yildiz      | Törökország  | 2333   | 0 | 0 | 0 | 1 | 0 | 0 | 0 | ½ | ½ | ½  | 0  | –  | 2½   |       |

### Dzsermuk, 2012. július
| H. | Versenyző                 | Ország       | Élő-p. | 1 | 2 | 3 | 4 | 5 | 6 | 7 | 8 | 9 | 10 | 11 | 12 | Össz | SB    |
| -- | ------------------------- | ------------ | ------ | - | - | - | - | - | - | - | - | - | -- | -- | -- | ---- | ----- |
| 1  | Hou Ji-fan                | Kína         | 2617   | – | ½ | 0 | ½ | ½ | 1 | ½ | ½ | 1 | 1  | ½  | 1  | 7    |       |
| 2  | Nagyezsda Koszinceva      | Oroszország  | 2516   | ½ | – | ½ | 1 | ½ | 1 | 1 | 1 | 0 | 0  | ½  | ½  | 6½   | 36.50 |
| 3  | Katyerina Lahno           | Ukrajna      | 2537   | 1 | ½ | – | 1 | ½ | ½ | 0 | ½ | ½ | 1  | ½  | ½  | 6½   | 36.00 |
| 4  | Kónéru Hanpi              | India        | 2598   | ½ | 0 | 0 | – | 1 | ½ | 1 | 0 | 1 | 1  | ½  | 1  | 6½   | 33.00 |
| 5  | Csü Ven-csün              | Kína         | 2518   | ½ | ½ | ½ | 0 | – | 1 | 0 | 1 | ½ | ½  | ½  | 1  | 6    | 31.25 |
| 6  | Zsuan Lu-fej              | Kína         | 2483   | 0 | 0 | ½ | ½ | 0 | – | 1 | ½ | 1 | ½  | 1  | 1  | 6    | 29.25 |
| 7  | Csao Hszüe                | Kína         | 2556   | ½ | 0 | 1 | 0 | 1 | 0 | – | ½ | 1 | 0  | ½  | 1  | 5½   |       |
| 8  | Elina Danielian           | Örményország | 2480   | ½ | 0 | ½ | 1 | 0 | ½ | ½ | – | ½ | ½  | ½  | ½  | 5    | 27.50 |
| 9  | Lilit Mkrtchian           | Örményország | 2450   | 0 | 1 | ½ | 0 | ½ | 0 | 0 | ½ | – | 1  | ½  | 1  | 5    | 25.25 |
| 10 | Jekatyerina Kovalevszkaja | Oroszország  | 2417   | 0 | 1 | 0 | 0 | ½ | ½ | 1 | ½ | 0 | –  | 1  | 0  | 4½   |       |
| 11 | Batkhuyagiin Möngöntuul   | Mongólia     | 2447   | ½ | ½ | ½ | ½ | ½ | 0 | ½ | ½ | ½ | 0  | –  | 0  | 4    |       |
| 12 | Nino Khurtsidze           | Georgia      | 2456   | 0 | ½ | ½ | 0 | 0 | 0 | 0 | ½ | 0 | 1  | 1  | –  | 3½   |       |

### Ankara, 2012. szeptember
| H. | Versenyző               | Ország        | Élő-p. | 1 | 2 | 3 | 4 | 5 | 6 | 7 | 8 | 9 | 10 | 11 | 12 | Össz | SB    |
| -- | ----------------------- | ------------- | ------ | - | - | - | - | - | - | - | - | - | -- | -- | -- | ---- | ----- |
| 1  | Kónéru Hanpi            | India         | 2593   | – | 0 | ½ | ½ | 1 | ½ | 1 | 1 | 1 | 1  | 1  | 1  | 8½   |       |
| 2  | Anna Muzicsuk           | Szlovénia     | 2606   | 1 | – | ½ | ½ | ½ | ½ | 1 | ½ | ½ | 1  | 1  | 1  | 8    |       |
| 3  | Csao Hszüe              | Kína          | 2549   | ½ | ½ | – | 0 | ½ | 1 | ½ | 1 | 1 | 1  | 1  | ½  | 7½   |       |
| 4  | Viktorija Čmilytė       | Litvánia      | 2520   | ½ | ½ | 1 | – | ½ | ½ | 0 | ½ | 1 | 0  | 1  | 1  | 6½   | 33.50 |
| 5  | Zsuan Lu-fej            | Kína          | 2492   | 0 | ½ | ½ | ½ | – | ½ | ½ | ½ | ½ | 1  | 1  | 1  | 6½   | 29.50 |
| 6  | Batkhuyagiin Möngöntuul | Mongólia      | 2434   | ½ | ½ | 0 | ½ | ½ | – | ½ | 1 | ½ | ½  | 1  | ½  | 6    |       |
| 7  | Tatyjana Koszinceva     | Oroszország   | 2524   | 0 | 0 | ½ | 1 | ½ | ½ | – | 1 | ½ | 0  | 1  | ½  | 5½   |       |
| 8  | Csü Ven-csün            | Kína          | 2528   | 0 | ½ | 0 | ½ | ½ | 0 | 0 | – | 1 | 1  | ½  | 1  | 5    |       |
| 9  | Antoaneta Sztefanova    | Bulgária      | 2502   | 0 | ½ | 0 | 0 | ½ | ½ | ½ | 0 | – | 1  | ½  | 1  | 4½   |       |
| 10 | Betul Cemre Yildiz      | Törökország   | 2341   | 0 | 0 | 0 | 1 | 0 | ½ | 1 | 0 | 0 | –  | ½  | ½  | 3½   |       |
| 11 | Monika Soćko            | Lengyelország | 2463   | 0 | 0 | 0 | 0 | 0 | 0 | 0 | ½ | ½ | ½  | –  | 1  | 2½   |       |
| 12 | Kübra Öztürk            | Törökország   | 2294   | 0 | 0 | ½ | 0 | 0 | ½ | ½ | 0 | 0 | ½  | 0  | –  | 2    |       |

## A végeredmény
A táblázatban vastag betűvel jelölve az első helyezés utáni pontszámok, a zárójelben a végső pontszámban figyelembe nem vett leggyengébb eredmény.
| H. | Versenyző                 | Ország        | Rosztov | Sencsen | Nalcsik | Kazany | Dzsermuk | Ankara | Verseny | Legjobb 3 |
| -- | ------------------------- | ------------- | ------- | ------- | ------- | ------ | -------- | ------ | ------- | --------- |
| 1  | Hou Ji-fan                | Kína          | 160     | 160     |         | (100)  | 160      |        | 4       | 480       |
| 2  | Kónéru Hanpi              | India         | (65)    |         |         | 145    | 110      | 160    | 4       | 415       |
| 3  | Anna Muzicsuk             | Szlovénia     | (100)   | 130     |         | 145    |          | 130    | 4       | 405       |
| 4  | Csao Hszüe                | Kína          |         | 75      | 160     |        | (60)     | 110    | 4       | 345       |
| 5  | Katyerina Lahno           | Ukrajna       | 130     |         | 80      | (50)   | 110      |        | 4       | 320       |
| 6  | Csü Ven-csün              | Kína          |         | 100     | 130     |        | 75       | (50)   | 4       | 305       |
| 7  | Viktorija Čmilytė         | Litvánia      |         | (35)    | 100     | 100    |          | 85     | 4       | 285       |
| 8  | Nagyezsda Koszinceva      | Oroszország   | 80      |         | 55      | (35)   | 110      |        | 4       | 245       |
| 9  | Zsuan Lu-fej              | Kína          | (30)    | 75      |         |        | 75       | 85     | 4       | 235       |
| 10 | Tatyjana Koszinceva       | Oroszország   | 100     |         | (55)    | 60     |          | 60     | 4       | 220       |
| 11 | Elina Danielian           | Örményország  | 45      | 50      |         | 75     | (45)     |        | 4       | 170       |
| 12 | Jekatyerina Kovalevszkaja | Oroszország   | 20      | (20)    | 100     |        | 30       |        | 4       | 150       |
| 12 | Batkhuyagiin Möngöntuul   | Mongólia      |         | 60      | 20      |        | (20)     | 70     | 4       | 150       |
| 14 | Antoaneta Sztefanova      | Bulgária      | 45      |         | 55      | (35)   |          | 40     | 4       | 140       |
| 15 | Alisza Galljamova         | Oroszország   | 65      |         | 30      | 20     |          |        | 3       | 115       |
| 16 | Tan Csung-ji              | Kína          |         | 100     |         |        |          |        | 1       | 100       |
| 17 | Alekszandra Kosztyenyuk   | Oroszország   | 10      |         | 10      | 75     |          |        | 3       | 95        |
| 18 | Csu Csen                  | Katar         |         | 35      | 55      |        |          |        | 2       | 90        |
| 19 | Betul Cemre Yildiz        | Törökország   |         | 10      |         | 10     |          | 30     | 3       | 50        |
| 20 | Lilit Mkrtchian           | Örményország  |         |         |         |        | 45       |        | 1       | 45        |
| 21 | Monika Soćko              | Lengyelország |         |         |         |        |          | 20     | 1       | 20        |
| 22 | Nino Khurtsidze           | Grúzia        |         |         |         |        | 10       |        | 1       | 10        |
| 22 | Kübra Öztürk              | Törökország   |         |         |         |        |          | 10     | 1       | 10        |

Megjegyzések: Sencsenben Tan Csung-ji helyettesítette Alisza Galljamovát. Dzsermukban Nino Khurtsidze és Lilit Mkrtchian helyettesítette Alekszandra Kosztyenyukot és Csu Csent. Utóbbi visszalépett a további versenytől.